# 諏訪常吉
諏訪 常吉（すわ つねきち）は、会津藩士、会津遊撃隊隊長。箱館戦争終結のきっかけを作る。

## 略歴
天保4年（1833年）生まれ。禄24石4人扶持。会津藩主の護衛をする「御供番」を務め、松平容保が京都守護職につくと公用局に属し、外交折衝の任に就く。慶応4年（1868年）1月3日、鳥羽・伏見の戦いでは竹田街道に出陣するが敗退。同年8月、仙台で新政府軍に包囲された会津若松城の救援工作を行う。会津藩降伏後、榎本艦隊に合流。蝦夷地では会津遊撃隊を結成し、その隊長となる。
明治2年（1869年）4月22日、当別（北斗市）に出陣した際、「私は初めから戦争を好んでいないので、早々に引き揚げますが、場合によってはお相手します」という内容の、「遠路の御出馬、御苦労に存じ奉り候。然るは小子儀、素より戦を好まずに候間、早々に引き揚げ申す。已むを得ざる際に立ち至り候はば、御用捨を蒙り候儀も御座有るべく候。以上」という置手紙を残す。この手紙は弘前藩の斥候に発見され、新政府軍司令部に届き、後日、和平交渉のきっかけとなる。
4月29日、矢不来の戦いで銃弾を受けて重傷を負い、箱館病院に入院する。5月12日、新政府軍の監軍・池田次郎兵衛、軍監・村橋直衛が和平交渉を行うため、入院中の諏訪を見舞と称して往訪する。しかし、諏訪は瀕死のため、病院長の高松凌雲と事務長の小野権之丞が榎本との仲介役となる。
5月16日死去。函館市実行寺に墓がある。